# أرباين (ويسكونسن)
أرباين (بالإنجليزية: Arpin (town), Wisconsin)‏ هي بلدة تقع في Wood بولاية ويسكونسن في الولايات المتحدة. تبلغ مساحتها 85.5 (كم²)، وترتفع عن سطح البحر  م، بلغ عدد سكانها 786 نسمة في عام 2000 حسب إحصاء مكتب تعداد الولايات المتحدة .

## وصلات خارجية
- The US50 - Cities and Towns in Wisconsin State
- Wisconsin Cities and Towns, Facts, Map, Flag, Colleges, Government, and More